# 恩城文昌阁
恩城文昌阁，位于山东省平原县恩城镇。是中华人民共和国山东省省级文物保护单位之一。
2013年，列入第四批山东省文物保护单位，该文物保护单位是一座古建筑。